# Даревский (герб)
Даревский (пол. Darewski) — польский дворянский герб.

## Описание
В лазоревом щите серебряная волнообразная перевязь, сопровождаемая сверху золотым о широких концах крестом.
Щит увенчан дворянским коронованным шлемом. Нашлемник: пять страусовых  перьев. Намёт: лазоревый с серебром.

## Герб используют
Герб рода Верига-Даревских (поле щита и намет червлёные, вариант герба Шафонский) внесен в Часть 18 Общего гербовника дворянских родов Всероссийской империи, стр. 21.